# Wavefront
Wavefront — в минулому компанія розробник програмного забезпечення для комп'ютерної графіки. Заснована в 1984 році в Каліфорнії, США. В 1995 році об'єднана з компанією Alias під брендом Alias|Wavefront. Зараз не існує.

## Історія
Компанія створена в 1984 році невеликою групою людей, що були однодумцями з великою кількістю ідей в області комп'ютерної графіки.
В 1985 році компанія WaveFront перетворилася на визнаного лідера у виробництві анімації. Програмне забезпечення від цієї фірми, в основному призначене для моделювання на основі полігонів, стало практично незамінним при створенні спецефектів. Завдяки можливості програмування ці додатки також стали активно застосовуватися для наукових візуалізацій, наприклад зображень турбулентного течії, взаємодії галактик і вихрових штормів. До 1998 року програмне забезпечення від фірми WaveFront (Personal Visualizer) повсюдно поширилося на комп'ютерах Silicon Graphics.

Логотип об'єднаної компанії Alias-Wavefront (1995-2003 рр.)

У міру еволюції ринку компанії Wavefront і Alias займали нові ніші, але цей процес тривав недовго. Потреба відповідати викликам конкурентів спонукала ці фірми продовжувати розробляти і постачати нові програми і копіювати продукцію один одного (намагаючись захопити якомога більший сегмент ринку. Іноді вони просто купували конкуруючі фірми, наприклад, компанія Wavefront придбала в 1988 році фірму Abel Image Research, а в 1993 році — фірму Thompson Digital Images. В інших випадках існували постійні проблеми вже з написаним програмним забезпеченням, їхніми функціями (наприклад з системами частинок і модулями динаміки). Це позначилося на загальних умовах діяльності обох компаній. Фірма Alias розпочала роботу над новим великим проектом, і було досить логічно залучити до неї фірму Wavefront. Тому у лютому 1995 року відбулося їх злиття з метою розробки нової продукції під брендом Alias|Wavefront. У 1998 році цей спільний проект був вперше представлений широкій публіці під ім'ям Maya і отримав гучний успіх (на американському ринку).
Згодом Wavefront була перейменована в Alias. У 2003 році Alias була продана SGI приватній інвестиційній фірмі Accel-KKR. У жовтні 2005 Alias була знову перепродана, цього разу компанії Autodesk. В якої і залишилися усі здобутки попередників.

## Представлені програмні продукти
- Wavefront The Advanced Visualizer
- та ін.